# Мігель Капуччіні
Мігель Капуччіні (ісп. Miguel Capuccini, нар. 5 січня 1904, Монтевідео — пом. 9 червня 1980, Монтевідео) — уругвайський футболіст, що грав на позиції воротаря.
Виступав, зокрема, за клуб «Пеньяроль», а також національну збірну Уругваю, що стала 1930 року першим чемпіоном світу.

## Клубна кар'єра
У дорослому футболі розпочав грати за команду клубу «Монтевідео Вондерерз», після чого грав за «Пеньяроль». У складі цього клубу Капуччіні став чемпіоном Уругваю в 1929 році.

## Виступи за збірну
У 1927 році Капуччіні дебютував у складі національної збірної Уругваю в товариському матчі проти збірної Аргентини. В Монтевідео уругвайці поступилися з мінімальним рахунком 0:1. У тому ж році в складі збірної Уругваю виступив на чемпіонаті Південної Америки. У Перу «Селесте» фінішувала на другому місці слідом за аргентинцями, а Капуччіні був основним воротарем у всіх трьох зіграних матчах. При цьому у двох з трьох матчах він зберіг свої ворота в недоторканності, оскільки уругвайці розгромили Перу 4:0 і Болівію 9:0. Лише аргентинська збірна зуміла забити Мігелю і виграти очну зустріч (як і чемпіонат) 3:2.
Останній матч за збірну Мігель Капуччіні зіграв 10 грудня 1927 року в Сантьяго — уругвайці в товариському матчі обіграли господарів поля чилійців, з рахунком 3:2.
Оскільки Капуччіні був резервним воротарем, він не зіграв на домашньому чемпіонаті світу 1930 року жодного матчу, однак він також став чемпіоном світу.
Помер 9 червня 1980 року на 77-му році життя.

## Досягнення
- Чемпіон Уругваю (1): 1929
- Чемпіон світу (1): 1930
- Срібний призер Чемпіонату Південної Америки: 1927